# Eduard Scherzer
Eduard Scherzer (Klosterneuburg, 11 mei 1944) is een Oostenrijks componist, dirigent en tubaïst.

## Levensloop
Scherzer kwam al vroeg met de blaasmuziek in contact en werd in 1966 lid van de Gardemusik Wien in Wenen. Van 1967 tot 1972 studeerde hij aan het Vienna Conservatorium in Wenen. Van 1971 tot 1977 was hij tubaïst bij het Philharmonisches Orchester in Graz. Vanaf 1977 werd hij lid van het orkest van de Weense volksopera.
Hij is dirigent van het Große Blasorchester der Wiener Verkehrsbetriebe. Hij was van 1991 tot 2005 Landeskapellmeister des Niederösterreichischen Blasmusikverbandes.
Als componist schreef hij werken voor harmonieorkest. Voor de uitgaven van zijn werken richtte hij een eigen muziekuitgave Musikverlag Donautal op.

## Composities

### Werken voor harmonieorkest
- 1980 Festtagsmusik
- 1983 Das große Halali, ouverture
- 1995 Anton Kornherr-Marsch
- 2000 3 Optimisten, polka voor 3 klarinetten solo en harmonieorkest
- Blau Gelb Marsch
- Die Legende vom Räuberhauptmann Grasel, voor spreker en harmonieorkest
- Festliche Musik
- Festspruch
- Herz König Marsch (Kindberg grüßt die Welt)
- Hoch Wien, mars
- Hommage à Richard Wagner
- Immer wieder Österreich, mars
- Kleiner Festmarsch in Es (opgedragen aan prof. Gerhart Banco ter gelegenheid van zijn 75e verjaardag)
- Old Dixieland Marsch
- Spiel mit, polka
- Städtebummel, suite
- Musica piccola, suite
- Wiener Ringelspiel-Walzer
- Zwei kleine Walzer

### Kamermuziek
- Festfanfare, voor trombones en tuba

### Pedagogische werken
- 24 Duetten, voor 2 bastuba's in Es (of F) en Bes
- Etüden und Vortragsstücke, voor tuba

- Gemeinsame Normdatei: 134570782
- Virtual International Authority File: 79676607